# Население Казахстана

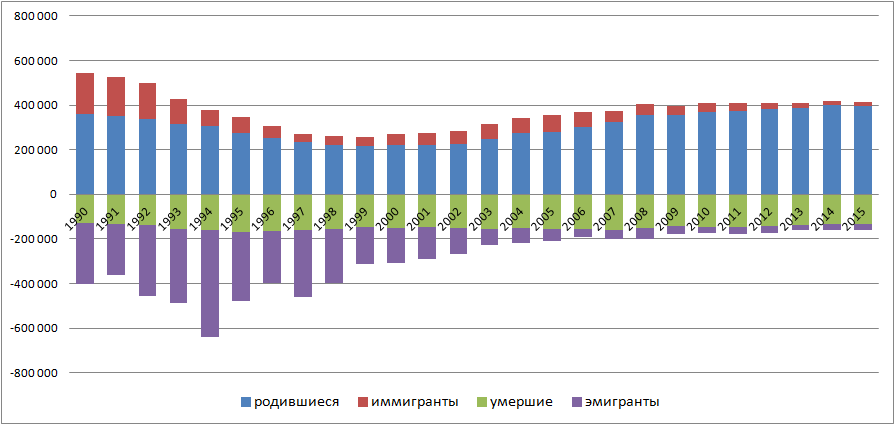
Потоки внешней миграции на ПМЖ и число родившихся и умерших за 1990—2015 годы в Казахстане, человек. Источник: Текущие данные Комитета Статистики МНЭ РК

Население Казахстана — совокупность всех жителей, населяющих территорию Республики Казахстан. По оперативным данным, по состоянию на 1 апреля 2025 года население Казахстана составило 20 333 530 человек.
Плотность населения в Казахстане одна из самых низких в мире — 7,5 чел./км². Из административно-территориальных единиц первого уровня наибольшая плотность наблюдается в городе республиканского значения Алматы — 3131 чел./км², наименьшая — в Улытауской области — 1,25 чел./км².
По состоянию на июль 2021 года городское население Казахстана предположительно составляло 59,2 % от общей численности, сельское — 40,8 %. По состоянию на март 2022 года 22 города Казахстана имеют население более 100 тысяч человек, 3 из которых имеют численность населения свыше одного миллиона. В 2021 году предположительный прирост населения составил 246 494 человека, что составляет 1,3 % от всего населения. По состоянию на 2020 год суммарный коэффициент рождаемости составил 3,13. 

## Динамика численности населения
| Динамика численности населения в 1950—2023 годах | Динамика численности населения в 1950—2023 годах | Динамика численности населения в 1950—2023 годах | Динамика численности населения в 1950—2023 годах | Динамика численности населения в 1950—2023 годах | Динамика численности населения в 1950—2023 годах | Динамика численности населения в 1950—2023 годах | Динамика численности населения в 1950—2023 годах | Динамика численности населения в 1950—2023 годах | Динамика численности населения в 1950—2023 годах |
| 1950                                             | 1951                                             | 1952                                             | 1953                                             | 1954                                             | 1955                                             | 1956                                             | 1957                                             | 1958                                             | 1959                                             |
| ------------------------------------------------ | ------------------------------------------------ | ------------------------------------------------ | ------------------------------------------------ | ------------------------------------------------ | ------------------------------------------------ | ------------------------------------------------ | ------------------------------------------------ | ------------------------------------------------ | ------------------------------------------------ |
| 8 091 600                                        | ↗8 131 000                                       | ↗8 342 000                                       | ↗8 516 000                                       | ↗8 737 000                                       | ↗8 892 000                                       | ↗8 971 000                                       | ↗9 065 000                                       | ↗9 169 000                                       | ↗9 294 700                                       |
| 1960                                             | 1961                                             | 1962                                             | 1963                                             | 1964                                             | 1965                                             | 1966                                             | 1967                                             | 1968                                             | 1969                                             |
| ↗9 754 800                                       | ↗10 236 000                                      | ↗10 723 000                                      | ↗11 192 000                                      | ↗11 449 000                                      | ↗11 771 000                                      | ↗12 047 000                                      | ↗12 323 000                                      | ↗12 588 000                                      | ↗12 800 000                                      |
| 1970                                             | 1971                                             | 1972                                             | 1973                                             | 1974                                             | 1975                                             | 1976                                             | 1977                                             | 1978                                             | 1979                                             |
| ↗13 009 000                                      | ↗13 211 000                                      | ↗13 430 000                                      | ↗13 637 000                                      | ↗13 847 000                                      | ↗14 063 000                                      | ↗14 209 000                                      | ↗14 349 000                                      | ↗14 501 000                                      | ↗14 685 000                                      |
| 1980                                             | 1981                                             | 1982                                             | 1983                                             | 1984                                             | 1985                                             | 1986                                             | 1987                                             | 1988                                             | 1989                                             |
| ↗14 858 000                                      | ↗15 053 000                                      | ↗15 253 000                                      | ↗15 452 000                                      | ↗15 648 000                                      | ↗15 842 000                                      | ↗16 028 000                                      | ↗16 244 000                                      | ↗16 332 000                                      | ↗16 537 000                                      |
| 1990                                             | 1991                                             | 1992                                             | 1993                                             | 1994                                             | 1995                                             | 1996                                             | 1997                                             | 1998                                             | 1999                                             |
| ↗16 690 000                                      | ↗16 793 000                                      | ↗16 964 000                                      | ↗16 986 000                                      | ↘16 942 000                                      | ↘16 679 000                                      | ↘16 544 000                                      | ↘15 993 000                                      | ↘15 804 000                                      | ↘15 000 000                                      |
| 2000                                             | 2001                                             | 2002                                             | 2003                                             | 2004                                             | 2005                                             | 2006                                             | 2007                                             | 2008                                             | 2009                                             |
| ↘14 900 000                                      | ↘14 800 000                                      | ↗14 851 100                                      | ↗14 866 900                                      | ↗14 951 200                                      | ↗15 074 767                                      | ↗15 219 291                                      | ↗15 396 878                                      | ↗15 571 506                                      | ↗15 776 492                                      |
| 2010                                             | 2011                                             | 2012                                             | 2013                                             | 2014                                             | 2015                                             | 2016                                             | 2017                                             | 2018                                             | 2019                                             |
| ↗16 204 617                                      | ↗16 441 959                                      | ↗16 675 392                                      | ↗16 911 911                                      | ↗17 165 239                                      | ↗17 417 447                                      | ↗17 870 957                                      | ↗18 226 000                                      | ↗18 557 337                                      | ↗18 895 567                                      |
| 2020                                             | 2021                                             | 2022                                             | 2023                                             |                                                  |                                                  |                                                  |                                                  |                                                  |                                                  |
| ↗19 131 779                                      | ↗19 479 552                                      | ↗19 703 159                                      | ↗20 033 546                                      |                                                  |                                                  |                                                  |                                                  |                                                  |                                                  |

### Демографические данные
| Года | Население (тыс. чел.) | Кол-во родившихся 1 | Кол-во умерших 1 | Естественный прирост 1 | Общий коэффициент рождаемости (на 1000) | Общий коэффициент смертности (на 1000) | Естественный прирост (на 1000) | Суммарный коэффициент рождаемости (общий) |
| ---- | --------------------- | ------------------- | ---------------- | ---------------------- | --------------------------------------- | -------------------------------------- | ------------------------------ | ----------------------------------------- |
| 1950 | 6703                  | 252 000             | 97 000           | 155 000                | 37.6                                    | 14.4                                   | 25.9                           |                                           |
| 1951 | 6831                  | 256 000             | 98 000           | 158 000                | 37.5                                    | 14.4                                   | 26.3                           |                                           |
| 1952 | 7042                  | 264 000             | 101 000          | 163 000                | 37.5                                    | 14.4                                   | 26.8                           |                                           |
| 1953 | 7316                  | 262 000             | 104 000          | 158 000                | 35.8                                    | 14.4                                   | 25.7                           |                                           |
| 1954 | 7637                  | 286 000             | 106 000          | 180 000                | 37.5                                    | 14.4                                   | 27.7                           |                                           |
| 1955 | 7992                  | 300 000             | 109 000          | 191 000                | 37.5                                    | 12.9                                   | 28.2                           |                                           |
| 1956 | 8371                  | 313 000             | 112 000          | 201 000                | 37.4                                    | 12.9                                   | 28.8                           |                                           |
| 1957 | 8765                  | 326 000             | 115 000          | 211 000                | 37.2                                    | 12.9                                   | 29.2                           |                                           |
| 1958 | 9169                  | 340 000             | 116 000          | 224 000                | 37.1                                    | 12.9                                   | 29.7                           |                                           |
| 1959 | 9581                  | 354 000             | 118 000          | 236 000                | 36.9                                    | 12.9                                   | 29.9                           |                                           |
| 1960 | 9995                  | 371 800             | 121 000          | 250 800                | 37.2                                    | 11.3                                   | 30.6                           |                                           |
| 1961 | 10 480                | 377 000             | 124 000          | 253 000                | 36.0                                    | 11.3                                   | 24.1                           |                                           |
| 1962 | 10 958                | 368 300             | 127 000          | 241 300                | 33.6                                    | 11.3                                   | 22.0                           |                                           |
| 1963 | 11 321                | 352 400             | 125 000          | 227 400                | 31.1                                    | 11.3                                   | 20.1                           |                                           |
| 1964 | 11 610                | 330 500             | 125 000          | 205 500                | 28.5                                    | 11.3                                   | 17.7                           |                                           |
| 1965 | 11 910                | 320 600             | 124 000          | 196 600                | 26.9                                    | 9.6                                    | 16.5                           |                                           |
| 1966 | 12 185                | 313 500             | 124 000          | 189 500                | 25.7                                    | 9.6                                    | 15.6                           |                                           |
| 1967 | 12 456                | 307 200             | 123 000          | 184 200                | 24.7                                    | 9.6                                    | 14.8                           |                                           |
| 1968 | 12 694                | 302 000             | 121 000          | 181 000                | 23.8                                    | 9.6                                    | 14.3                           |                                           |
| 1969 | 12 900                | 302 200             | 122 000          | 180 200                | 23.4                                    | 9.6                                    | 13.9                           |                                           |
| 1970 | 13 105                | 306 700             | 121 000          | 185 700                | 23.4                                    | 9.2                                    | 17.4                           |                                           |
| 1971 | 13 320                | 317 400             | 124 000          | 193 400                | 23.8                                    | 9.2                                    | 14.4                           |                                           |
| 1972 | 13 533                | 318 600             | 125 000          | 193 600                | 23.5                                    | 9.2                                    | 14.2                           |                                           |
| 1973 | 13 742                | 321 100             | 126 000          | 195 100                | 23.4                                    | 9.2                                    | 14.1                           |                                           |
| 1974 | 13 955                | 338 300             | 127 000          | 211 300                | 24.2                                    | 9.2                                    | 15.1                           |                                           |
| 1975 | 14 136                | 343 700             | 127 000          | 216 700                | 24.3                                    | 8.8                                    | 15.3                           |                                           |
| 1976 | 14 279                | 350 400             | 128 000          | 222 400                | 24.5                                    | 8.8                                    | 15.6                           |                                           |
| 1977 | 14 425                | 349 400             | 128 000          | 221 400                | 24.2                                    | 8.8                                    | 15.3                           |                                           |
| 1978 | 14 588                | 355 300             | 127 000          | 228 300                | 24.4                                    | 8.8                                    | 15.6                           |                                           |
| 1979 | 14 753                | 354 320             | 113 687          | 240 633                | 24.0                                    | 8.8                                    | 16.3                           |                                           |
| 1980 | 14 919                | 356 013             | 119 078          | 236 935                | 23.9                                    | 8.0                                    | 15.9                           |                                           |
| 1981 | 15 096                | 367 950             | 120 974          | 246 976                | 24.4                                    | 8.0                                    | 16.4                           |                                           |
| 1982 | 15 279                | 373 416             | 120 165          | 253 251                | 24.4                                    | 7.9                                    | 16.6                           |                                           |
| 1983 | 15 463                | 378 577             | 123 807          | 254 770                | 24.5                                    | 8.0                                    | 16.5                           |                                           |
| 1984 | 15 647                | 399 403             | 129 796          | 269 607                | 25.5                                    | 8.3                                    | 17.2                           |                                           |
| 1985 | 15 780                | 396 929             | 126 786          | 270 143                | 25.2                                    | 8.0                                    | 17.1                           |                                           |
| 1986 | 15 965                | 410 846             | 119 149          | 291 697                | 25.7                                    | 7.5                                    | 18.3                           |                                           |
| 1987 | 16 167                | 417 139             | 122 835          | 294 304                | 25.8                                    | 7.6                                    | 18.2                           |                                           |
| 1988 | 16 362                | 407 116             | 126 898          | 280 218                | 24.9                                    | 7.8                                    | 17.1                           |                                           |
| 1989 | 16 537                | 382 269             | 126 378          | 255 891                | 23.1                                    | 7.6                                    | 15.5                           |                                           |
| 1990 | 16 670                | 362 081             | 128 576          | 233 505                | 22.2                                    | 7.9                                    | 14.3                           |                                           |
| 1991 | 16 525                | 353 174             | 134 324          | 218 850                | 21.5                                    | 8.2                                    | 13.3                           | 2.67                                      |
| 1992 | 16 440                | 337 612             | 137 518          | 200 094                | 20.5                                    | 8.4                                    | 12.1                           | 2.62                                      |
| 1993 | 16 381                | 315 482             | 156 070          | 159 412                | 19.3                                    | 9.5                                    | 9.8                            | 2.54                                      |
| 1994 | 16 146                | 305 624             | 160 339          | 145 285                | 18.9                                    | 9.9                                    | 9.0                            | 2.43                                      |
| 1995 | 15 816                | 276 125             | 168 656          | 107 469                | 17.5                                    | 10.7                                   | 6.8                            | 2.21                                      |
| 1996 | 15 578                | 253 175             | 166 028          | 87 147                 | 16.3                                    | 10.7                                   | 5.6                            | 2.02                                      |
| 1997 | 15 334                | 232 356             | 160 138          | 72 218                 | 15.2                                    | 10.4                                   | 4.7                            | 1.93                                      |
| 1998 | 15 072                | 222 380             | 154 314          | 68 066                 | 14.8                                    | 10.2                                   | 4.5                            | 1.81                                      |
| 1999 | 14 928                | 217 578             | 147 416          | 70 162                 | 14.6                                    | 9.9                                    | 4.7                            | 1.79                                      |
| 2000 | 14 882                | 222 054             | 149 778          | 72 276                 | 14.9                                    | 10.1                                   | 4.9                            | 1.88                                      |
| 2001 | 14 854                | 221 487             | 147 876          | 73 611                 | 14.9                                    | 10.0                                   | 5.0                            | 1.84                                      |
| 2002 | 14 854                | 227 171             | 149 381          | 77 790                 | 15.3                                    | 10.1                                   | 5.2                            | 1.88                                      |
| 2003 | 14 901                | 247 946             | 155 277          | 92 669                 | 16.6                                    | 10.4                                   | 6.2                            | 2.03                                      |
| 2004 | 15 013                | 273 028             | 152 250          | 120 778                | 18.2                                    | 10.1                                   | 8.1                            | 2.21                                      |
| 2005 | 15 147                | 278 977             | 157 121          | 121 856                | 18.4                                    | 10.4                                   | 8.0                            | 2.22                                      |
| 2006 | 15 307                | 301 756             | 157 210          | 144 546                | 19.7                                    | 10.3                                   | 9.4                            | 2.36                                      |
| 2007 | 15 481                | 321 963             | 158 297          | 163 666                | 20.8                                    | 10.2                                   | 10.6                           | 2.47                                      |
| 2008 | 15 672                | 356 575             | 152 706          | 203 869                | 22.8                                    | 9.7                                    | 13.1                           | 2.68                                      |
| 2009 | 15 989                | 357 552             | 142 780          | 214 772                | 22.0                                    | 9.0                                    | 13.0                           | 2.55                                      |
| 2010 | 16 324                | 367 752             | 145 875          | 221 877                | 22.5                                    | 8.9                                    | 13.6                           | 2.60                                      |
| 2011 | 16 559                | 372 544             | 144 213          | 228 331                | 22.5                                    | 8.7                                    | 13.8                           | 2.59                                      |
| 2012 | 16 900                | 379 121             | 141 220          | 237 901                | 22.5                                    | 8.4                                    | 14.1                           | 2.62                                      |
| 2013 | 17 035                | 393 421             | 137 630          | 255 791                | 22.7                                    | 8.0                                    | 14.7                           | 2.64                                      |
| 2014 | 17 289                | 401 066             | 132 236          | 268 830                | 23.1                                    | 7.6                                    | 15.5                           | 2.76                                      |
| 2015 | 17 557                | 398 561             | 131 867          | 266 694                | 22.7                                    | 7.5                                    | 15.2                           | 2.73                                      |
| 2016 | 17 818                | 400 640             | 131 373          | 269 567                | 22.52                                   | 7.4                                    | 15.6                           | 2.8                                       |
| 2017 | 18 014                | 390 520             | 130 033          | 260 487                | 21.7                                    | 7.2                                    | 14.4                           | 2.73                                      |
| 2018 | 18 437                | 397 947             | 130 515          | 267 432                | 21.8                                    | 7.1                                    | 14.7                           | 2.84                                      |
| 2019 | 18 789                | 403 064             | 133 489          | 269 575                | 21.8                                    | 7.2                                    | 14.6                           | 2.90                                      |
| 2020 | 18 129                | 425 625             | 162 613          | 263 062                | 22.8                                    | 8.7                                    | 14.1                           | 3.13                                      |
| 2021 | 19 386                | 450 652             | 183 357          | 267 295                | 23.4                                    | 9.5                                    | 13.9                           | 3.32                                      |
| 2022 | 19 765                | 403 500             | 134 709          | 268 791                | 20.3                                    | 6.8                                    | 13.5                           | 3.05                                      |
| 2023 | 20,033                | 387,991             | 130,596          | 257,395                | 19.5                                    | 6.6                                    | 12.9                           | 2.93                                      |
| 2024 | 20,286                | 368,670             | 133,592          | 235,078                | 18.2                                    | 6.6                                    | 11.6                           |                                           |

1 Данные о родившихся и умерших до 1979 — оценочные.
На 2021 год число умерших в Республике Казахстан равно 183 357 человек — самый высокий показатель с 1950 года. Количество родившихся в 2021 году в Казахстане равно 450 652 человек — также самый высокий показатель с 1950 года.

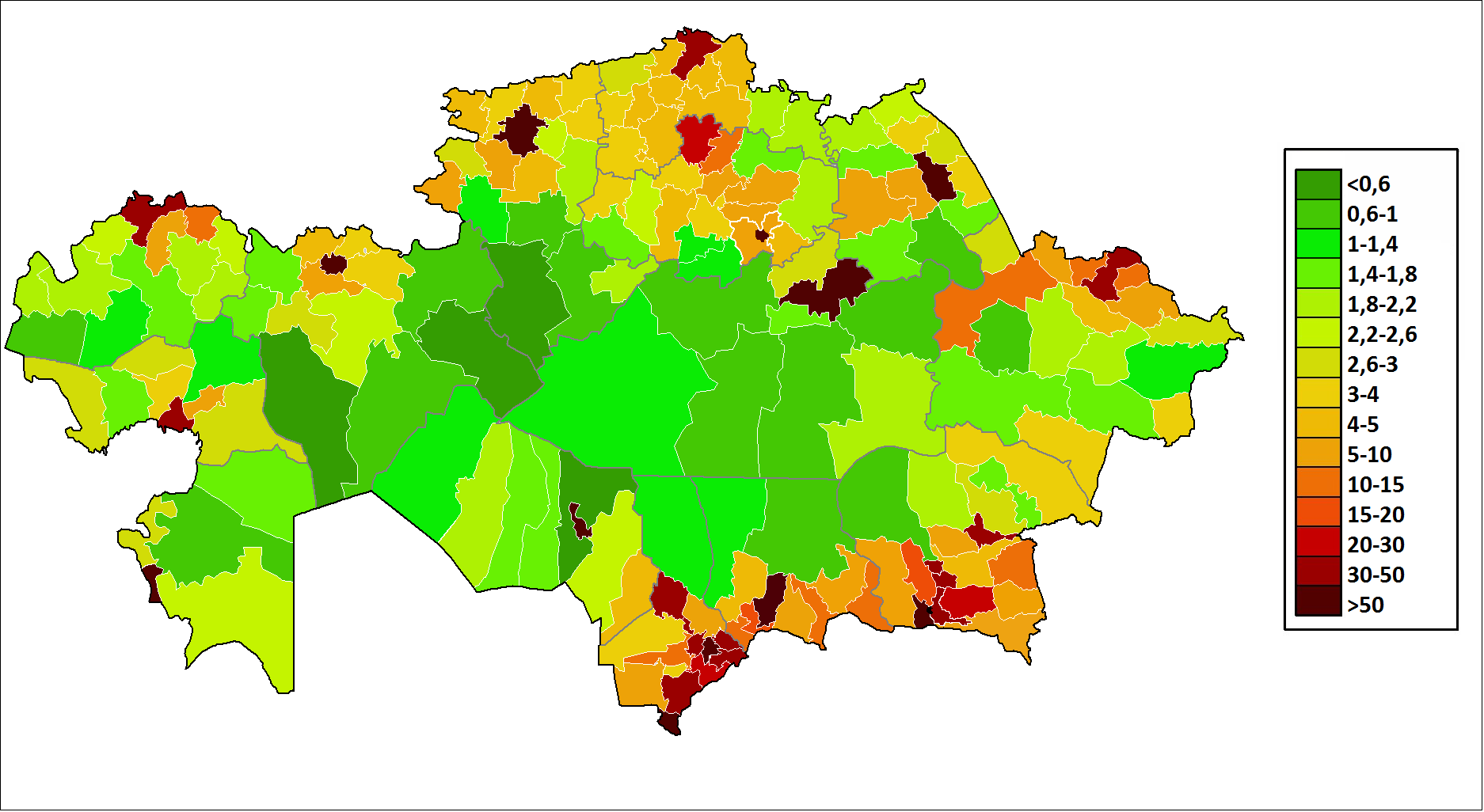
Плотность населения Казахстана

## Переписи населения

Половозрастная пирамида Казахстана на 2017 год

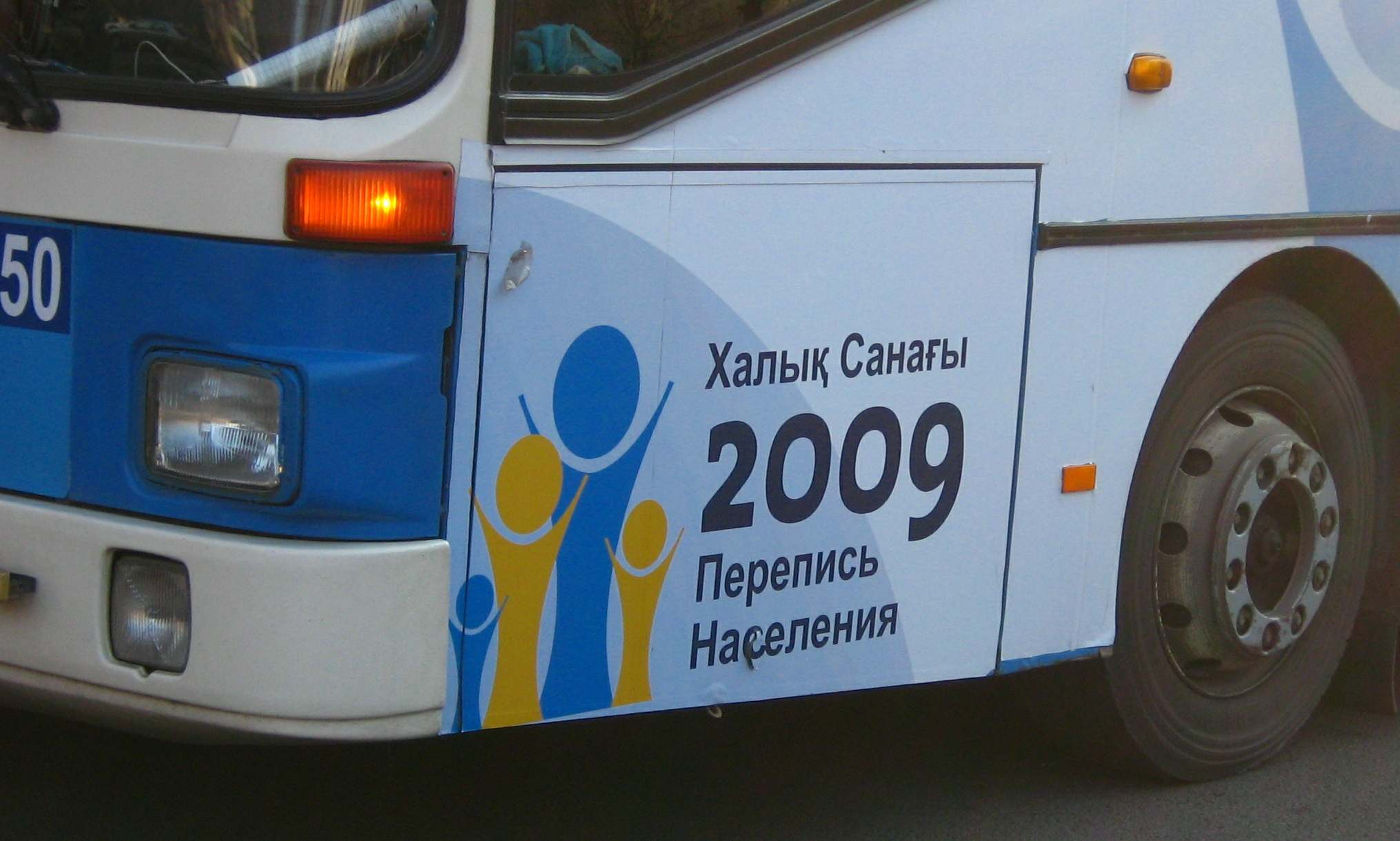
Городской автобус с символикой Казахстанской переписи населения 2009 года. Алма-Ата

Перепись населения Республики Казахстан 1999 года прошла в феврале, ровно через 10 лет после Всесоюзной переписи населения СССР 1989 года. Первая после обретения независимости перепись населения Казахстана прошла с 25 февраля по 4 марта 1999 года. К концу 2000 года были опубликованы основные результаты первой переписи населения страны. Численность населения Республики Казахстан по итогам переписи населения 1999 года составила 14.953,1 тыс человек, сократившись на 1.246,1 тыс (на 7,7 %) человек по сравнению с данными казахстанской ревизии (16.199,2) данных всесоюзной переписи населения 1989 года, когда в республике официально проживало 16,4 млн чел.
Перепись населения в Казахстане 2009 — вторая, после обретения суверенитета, перепись населения республики Казахстан. Проводилась с 24 на 25 февраля 2009 года. Предварительные официальные результаты переписи были опубликованы 4 февраля 2010 года на сайте казахстанского госкомстата. Численность населения Республики Казахстан по итогам переписи населения 2009 года составила 16.004,8 тыс человек, увеличившись на 1.022,9 тыс (на 6,8 %) человек по сравнению с переписью 1999 года. Одним из самых неожиданных результатов переписи стало резкое снижение доли городского населения с 56,3 % до 52,0 % и соответствующее повышение доли сельского населения.
Перепись населения в Казахстане 2021 — третья, после обретения суверенитета, перепись населения республики Казахстан. Краткие итоги переписи были опубликованы 1 сентября 2022 года на сайте Бюро национальной статистики. Численность населения Республики Казахстан по итогам переписи населения 2021 года составила 19 186,0 тыс человек, увеличившись на 3 176,4 тыс (на 19,8 %) человек по сравнению с переписью 2009 года.

## Национальный состав
Сегодняшний Казахстан — государство с полиэтническим составом населения.

### Перепись 2009 года
Официальные предварительные данные переписи 2009 года о доле основных этносов были опубликованы 4 февраля 2010 года: казахов — 63,1 % населения, русских — 23,7 %, узбеков — 2,8 %, украинцев — 2,1 %, уйгур — 1,4 %, татар — 1,3 %, немцев — 1,1 %, других этносов — 4,5 %.
Численность казахов за 1999—2009 годы увеличилась, таким образом, на 26 % (или на 2,1 млн чел.), узбеков — на 23 % (на 87 тыс), уйгур — на 6 % (на 13 тыс).
Резко сократилось число немцев — на 50 % (на 175 тыс), а также украинцев — на 39 % (на 214 тыс), татар — на 18 % (на 46 тыс), русских — на 15 % (на 683 тыс чел.).

### Перепись 2021 года
Численность основных этносов согласно кратким итогам переписи 2021 года, опубликованным 1 сентября 2022 года: казахов — 13 497 891 чел. (70,7 % населения), русских — 2 978 946 (14,9 %), узбеков — 614 047 (3,2 %), украинцев — 387 327 (2,0 %), уйгур — 290 337 (1,5 %), немцев — 226 092 (1,2) %, татар — 218 653 (1,1 %), других этносов и не указавших национальность — 969 722 (5,1 %).

## Владение языками
Согласно предварительным данным переписи 2009 года наиболее распространённым языком в Казахстане был русский язык: 96,4 % населения страны указали, что понимают устную русскую речь, 87,8 % населения умеют и читать и писать по-русски, 15,4 % только читать.
В то же время понимают казахскую устную речь 86,5 % населения страны, умеют читать и писать по-казахски 72,9 % населения, а 11,9 % только читать.
Среди различных этносов Казахстана наблюдаются существенные различия в степени владения языками.
Так среди славянских этносов понимают устную казахскую речь 25,3 % русских, 21,5 % украинцев, 19 % белорусов и 20,9 % поляков.
Сходный уровень владения казахским языком демонстрируют и немцы — 24,7 %. О том, что способны читать и писать по-казахски заявили 6,3 % русских, 5,2 % украинцев, 4,8 % белорусов, 6,6 % поляков, 7,9 % немцев.
О том, что по-казахски умеют только читать заявило от 2 до 2,9 % представителей этих национальностей.
В то же время высокий процент понимающих устную казахскую речь наблюдается среди собственно казахов — 98,4 %, а также ряда тюркских народов: узбеков 95,5 %, уйгуров 93,7 %, киргизов 92,7 %.
Но если среди казахов умеют читать и писать по-казахски 93,2 %, то среди других перечисленных тюркских народов это умеют 61-63 %, а ещё 8-12 % заявили, что могут только читать по-казахски.
Степень владения русским языком среди славянских народов и немцев составляет около 99.9 %, а читают и пишут по-русски 99 %.
Изо всех этнических групп, по которым опубликованы сведения, меньше всех по-русски понимали этнические таджики — 85,2 %, у них же самая низкая доля умеющих читать и писать по-русски — 56,6 %.
У всех остальных этносов Казахстана понимают по-русски от 92,1 % (собственно казахи) до 98,4 % (татары), а умеют читать и писать по-русски от 68,3 % (узбеки) до 95,5 % (корейцы).
Среди казахов умеют читать и писать по-русски 79,1 %.
Декларация о степени владения английским языком у разных этносов достаточно заметно варьирует, при этом наивысшие показатели владения английским языком продекларировали корейцы: 35,2 % понимают устную речь, 22,4 % умеют читать и писать, 9,5 % только читать.
Группу этносов продекларировавших относительно высокую степень владения английским языком составляют также казахи (22,5 % понимают, 10 % читают и пишут, 4,9 % только читают), уйгуры (15,7 % понимают, 7,2 % читают и пишут, 2,6 % только читают), киргизы (12,6 % понимают, 5,8 % читают и пишут, 2 % только читают).
У русских самый высокий среди славянских народов и немцев декларируемый уровень владения английским языком: 12,6 % понимают, 5,6 % читают и пишут, 2,1 % только читают.
При этом самый низкий уровень владения английским языком продекларировали белорусы и поляки: 6,8 % понимают английскую речь, лишь 3 % умеют читать и писать, 1 % только читать.

## Отношение к религии
По данным переписи 2009 года, 70,2 % казахстанцев — мусульмане, более 26,2 % — христиане, 2,8 % — неверующие, отказавшиеся ответить на вопрос, 0,5 %.
По данным переписи 2021 года, 69,31 % казахстанцев — мусульмане, 17,19 % — христиане, 0,04 % — иудеи, 0,08 % — буддисты, 0,12 % — верующие других религий, 11,01 % — отказались указать, 2,25 % — неверующие.
На момент 2018 года, ислам является основным религиозным институтом Казахстана, мусульмане составляют около 70 % населения страны. Большинство мусульман — суннитского вероисповедания ханафитского мазхаба.
По данным Казахстанского института стратегических исследований на 2019 год доля неверующих составляла 18,7 %. Исследования американской службы Гэллапа показывают, что уровень религиозности населения Казахстана (43 %) самый низкий в регионе. В целом, в мире Казахстан занимает по этому показателю место между Словенией и Швейцарией.

## Основные показатели

Ожидаемая продолжительность жизни в Казахстане с 1868 года

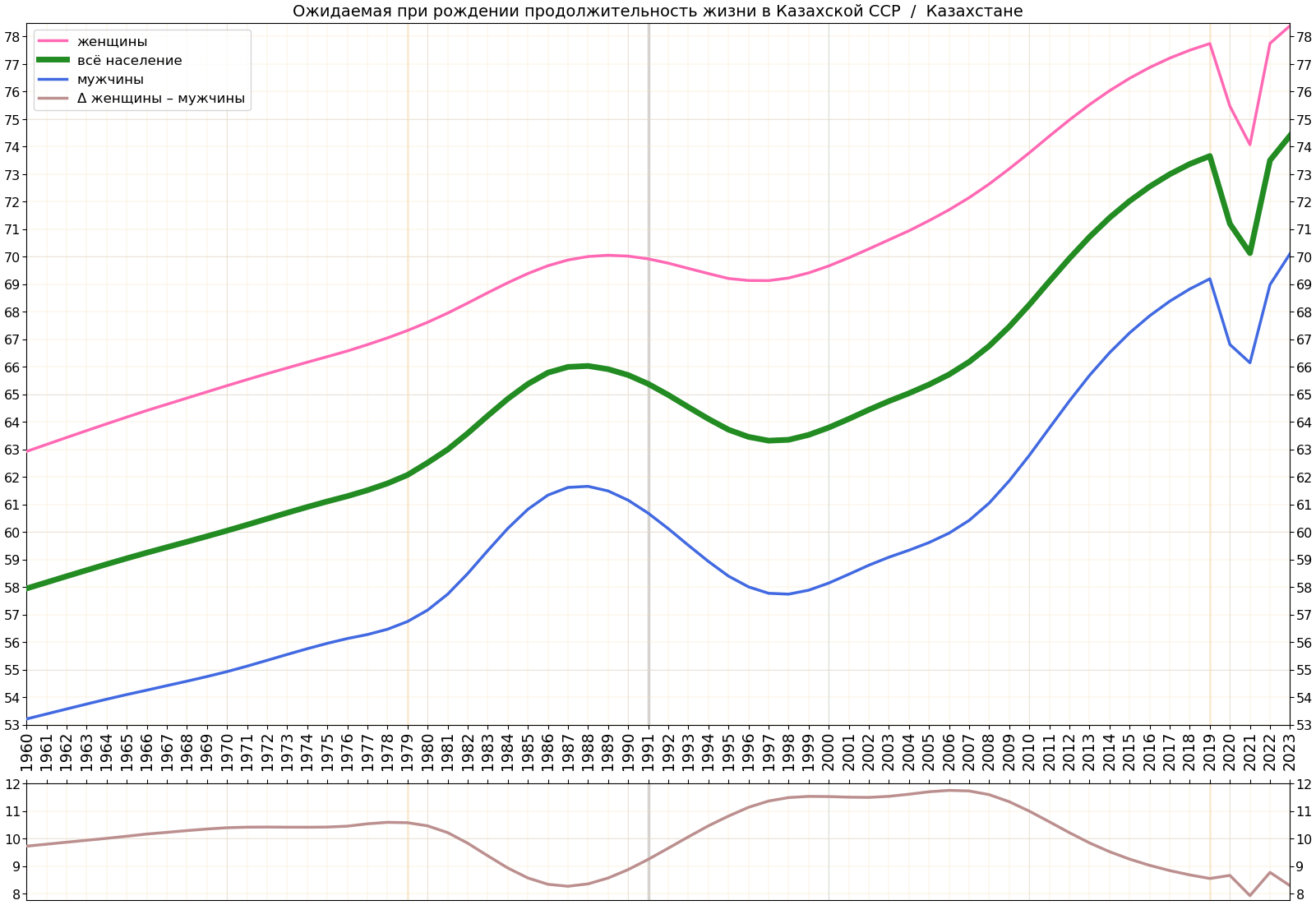
Ожидаемая продолжительность жизни мужчин и женщин с 1960 года

Средняя продолжительность жизни в республике, в 1980 году была 66,9 лет, а в 1990 году составила 68,7 лет (мужчины — 63,9, женщины — 73,4).

### Рождаемость
На 2020 год показатель рождаемости составляет 3,13 ребёнка на каждую женщину. Средняя продолжительность жизни — 73,15 лет.

### Статистика смертности
По данным 2010 года уровень смертности от насильственных причин в возрастной группе 10-29 лет в Казахстане составляет 10,66 на 100 тысяч человек. По этому показателю Казахстан занял 3-е место (уступив только Албании — 11,2 и России — 15,85) среди 53 стран по Европейскому региону, данные о которых рассматривались. По данным комитета по правовой статистике и специальным учётам генеральной прокуратуры Казахстана в 2009 году в стране зарегистрировано 1642 убийства и 3121 самоубийство, а за январь-сентябрь 2010 года — 1025, убийств — 2359 самоубийств.

#### По данным Минздрава
По данным 2019 года показатели младенческой смертности в январе-сентябре составили 18,7 случаев на 1 тыс родившихся живыми. В стране ежегодно рождается около 380-400 тыс детей. При этом каждый год умирают и около 5 тыс детей в возрасте до 5 лет, из которых около половины — новорождённые.
По итогам 11 месяцев 2009 года показатель материнской смертности составил 35,8 на 100 тыс живорождённых. Уровень младенческой смертности в республике за этот период составил 18,4 на 1000 родившихся живыми.
По итогам 11 месяцев 2010 года показатель материнской смертности составил 23,3 на 100 тыс живорождённых. Уровень младенческой смертности в республике за этот период составил 19,8 на 1000 родившихся живыми.
В 2008 году по данным НИИ кардиологии и внутренних болезней РК, показатель смертности от болезней системы кровообращения в стране составил — 535 случаев на 100 тысяч человек населения. Это наиболее высокий уровень среди стран СНГ.

#### По данным МЧС
В 2010 году по сведениям МЧС зарегистрировано 79 крупных дорожно-транспортных аварий, в которых пострадали 689 человек из них погибли 205 человек. Всего, если суммировать автомобильные, авиа и железнодорожные аварии, получается 140 случаев крупных транспортных аварий в которых 760 человек пострадали, из них погибли 254 человека.
При этом только в Алматинской области в 2010 году в чрезвычайных ситуациях погибли 873 человека, ещё 5878 человек получили травмы различной степени тяжести. Было зарегистрировано 3338 происшествий техногенного и природного характера с материальным ущербом превышающим 2,1 миллиарда тенге (14,3 миллиона долларов). Большая доля случаев приходится на пожары (1422 случая) и ДТП (1532 случая) — сообщил департаменте по ЧС Алматинской области.
В 2009 году зарегистрировано 116 крупных дорожно-транспортных аварий в которых пострадали 857 человек (из них погибли 208 человек).

## Миграция

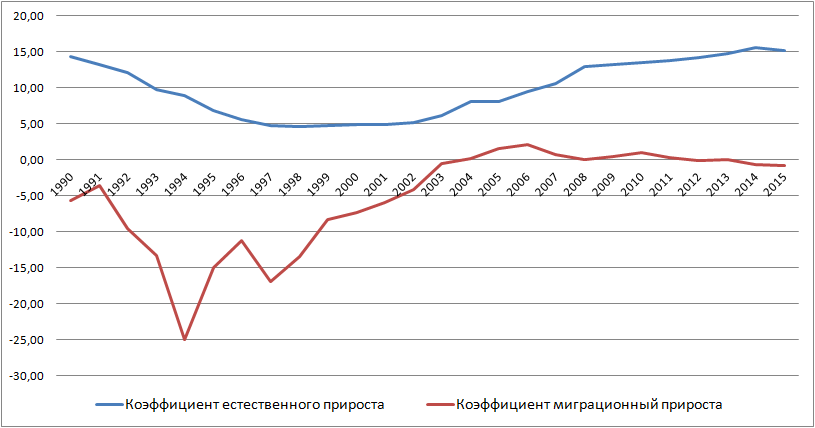
Сравнение коэффициентов естественного и миграционного прироста за 1990—2015 годы в Казахстане. Источник: Текущие данные Комитета Статистики МНЭ РК.

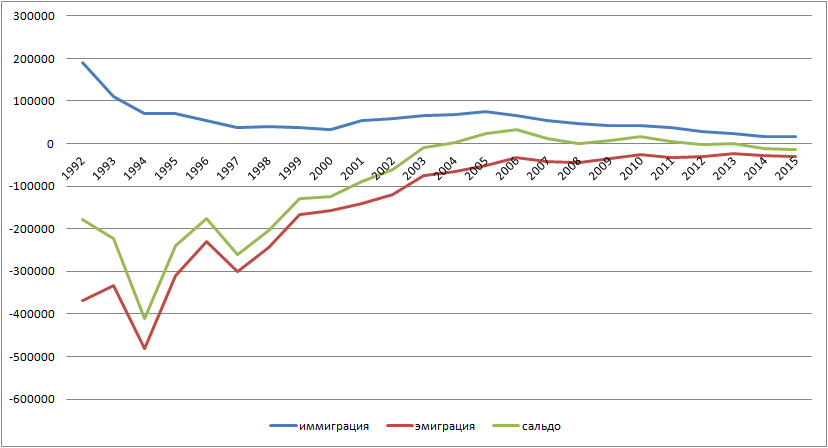
Численность эмигрантов и иммигрантов, а также сальдо миграции Казахстана за 1992—2015 гг. Источник: Текущие данные Комитета Статистики МНЭ РК

### Переписи населения в Казахстане
- Перепись населения Казахстана 2021 года
- Перепись населения Казахстана 2009 года
- Перепись населения Казахстана 1999 года